# Bonson (Loire)
Bonson is een gemeente in het Franse departement Loire (regio Auvergne-Rhône-Alpes). De plaats maakt deel uit van het arrondissement Montbrison. Bonson telde op 1 januari 2022 4.478 inwoners.

## Geografie
De oppervlakte van Bonson bedroeg op 1 januari 2022 5,15 vierkante kilometer; de bevolkingsdichtheid was toen 869,5 inwoners per km².

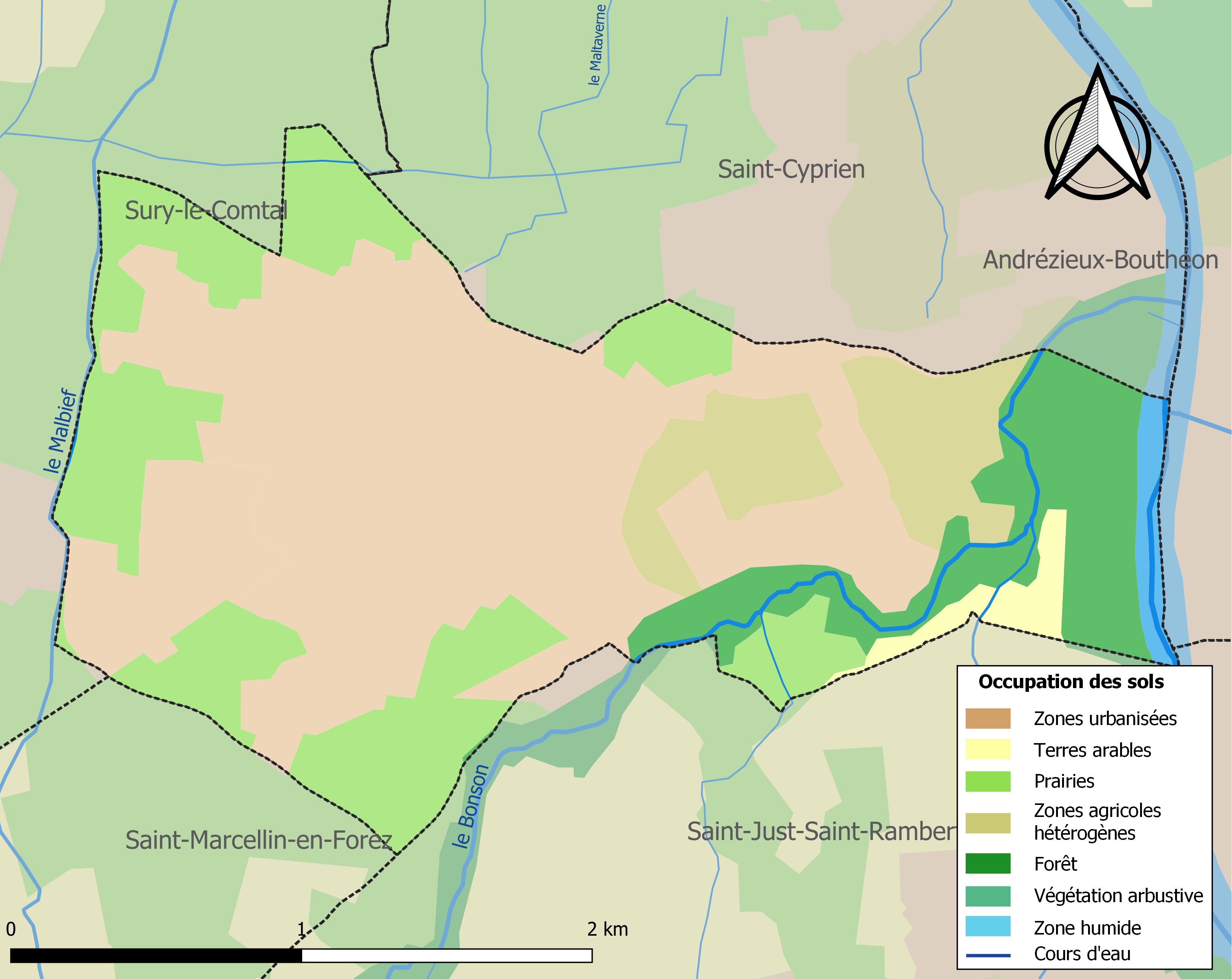
Kaart van de gemeente met de belangrijkste infrastructuur, bodemgebruik en omliggende gemeenten

## Demografie
Onderstaande figuur toont het verloop van het inwonertal (bron: INSEE-tellingen).